# Бачковица
Бачковица је насељено место у општини Велика Писаница, у области Билогора, Република Хрватска.

## Историја
До територијалне реорганизације у Хрватској насеље се налазило у саставу бивше велике општине Бјеловар.

## Становништво
По попису из 2001. године село је имало 85 становника. Насеље је према попису становништва из 2011. године имало 46 становника.
| Националност       | 1991.        | 1981.        | 1971.        | 1961.        |
| Срби               | 151 (89,88%) | 160 (76,55%) | 238 (90,83%) | 297 (82,96%) |
| Хрвати             | 6 (3,57%)    | 6 (2,87%)    | 16 (6,10%)   | 53 (14,80%)  |
| Југословени        | 8 (4,76%)    | 41 (19,61%)  | 6 (2,29%)    | 2 (0,55%)    |
| остали и непознато | 3 (1,78%)    | 2 (0,95%)    | 2 (0,76%)    | 6 (1,67%)    |
| Укупно             | 168          | 209          | 262          | 358          |